# Клочки (посёлок, Дзержинский район)
Клочки́ (бел. Клачкі) — посёлок в составе Негорельского сельсовета Дзержинского района Минской области Белоруссии. Расположен в 13 километрах на юго-запад от Дзержинска, в 3 километрах от железнодорожной станции Негорелое на линии Минск—Барановичи и в 50 километрах от Минска.

## История
Основан в 30-е годы XX века, как посёлок Клочки у советско-польской границы, вблизи станции Негорелое. В 1926 году здесь проживали 253 жителя, насчитывался 41 двор. С 28 июня 1941 года по 7 июля 1944 года — под немецко-фашистской оккупацией. В послевоенные года посёлок входил в состав колхоза «Беларусь», центр которого располагался в деревне Гарбузы.
30 октября 2009 года поселок передан из ликвидированного Негорельского поселкового совета в Негорельский сельсовет.
В 1988 году — 140 жителей, в 2010 году, в посёлке Клочки насчитывалось 39 хозяйств и 149 жителей.

## Население
| Численность населения (по годам) | Численность населения (по годам) | Численность населения (по годам) | Численность населения (по годам) | Численность населения (по годам) | Численность населения (по годам) | Численность населения (по годам) | Численность населения (по годам) | Численность населения (по годам) |
| 1926                             | 1988                             | 1999                             | 2004                             | 2010                             | 2017                             | 2018                             | 2020                             | 2022                             |
| -------------------------------- | -------------------------------- | -------------------------------- | -------------------------------- | -------------------------------- | -------------------------------- | -------------------------------- | -------------------------------- | -------------------------------- |
| 253                              | ↘ 140                            | ↘ 85                             | ↗ 147                            | ↗ 149                            | ↗ 204                            | ↗ 216                            | ↗ 243                            | ↘ 232                            |

## Улицы
В посёлке Клочки, по состоянию на 2018 год, насчитывается 6 улиц:
- Центральная улица (бел. Цэнтральная вуліца);
- Новая улица (бел. Новая вуліца);
- улица Независимости (бел. вуліца Незалежнасці);
- Минская улица (бел. Мінская вуліца);
- Цветочная улица (бел. Кветкавая вуліца);
- Мирная улица (бел. Мірная вуліца)